# Кузнецова, Елена Александровна
Елена Александровна Кузнецова (род. 1979 года, Барнаул, Алтайский край РСФСР, СССР) — российский художник-мозаичист, член-корреспондент РАХ (2022).

## Биография
Родилась в 1979 году в городе Барнауле, живёт и работает в Москве.
В 2000 году — окончила Московское академическое художественное училище памяти 1905 года.
В 2007 году — окончила факультет монументальной живописи МГАХИ имени В. И. Сурикова, под руководством заслуженного художника России, академика РАХ, Максимова Е. Н., дипломная работа была выполнена в мозаике, композиция «Рождество Христово».
В 2010 году — окончила искусствоведческую аспирантуру, тема научной работы «Современная русская мозаика».
С 2014 года — член Московского союза художников.
В 2022 году — избрана членом-корреспондентом Российской академии художеств.
С 2023 года по настоящее время — руководитель курса «Мозаика» в Русской академии ремесел.
В 2024 году приняла участие в создании Союза художников мозаичистов, став членом его правления.

## Творческая деятельность
Художник монументального искусства, художник-мозаичист.
Участвовала в проекте Ивана Лубенникова, в качестве исполнителя мозаичного панно для станции метро «Маяковская» в 2005 году.
После МГАХИ выполнила самостоятельные работы: мозаичные полы в офисе Евразия Трансстрой «Старинная карта Евразии» (2007 год), ряд церковных росписей, в 2009 году — принимала участие в изготовлении мозаичного панно для Пензенского драматического театра. Выполнила ряд мозаичных икон для храма «Знамение» в Ховрино (Москва), в том числе «Святой Николай Чудотворец» (2013—2014).
Куратор арт-проектов, выставок и творческих мероприятий.
В 2011 году стала инициатором создания неформального объединения молодых художников «Новая Византия». В рамках объединения было проведено множество мероприятий.
- выставка «Новая Византия, Молодые художники-возрождению России» Оупен-эйр, Берсеневская набережная;
- волонтерский проект «Арт-Квест», в рамках которого студенты художественных ВУЗов, пробовали себя в мозаике, и в технике «стрит-арт»;
- с 2014 года, совместно с итальянскими коллегами в рамках объединения, участвовала в выставке и в создании коллективного панно «Музыка мозаики» в Москве в июле 2015 года (с участием специалистов из Италии, Испании, Турции, Англии и России), была подарена городу;

Принимала активное участие в реставрационных конференциях в Италии и Чехии, изучает техники консервации и алгоритмы сохранения мозаичных объектов. В 2017 и 2018 годах, руководит реставрационными мозаичными работами на фонтанах «Золотой Колос» и «Каменный цветок» ВДНХ.
В 2015—2016 годах, принимала участие в разработке уникальной цветовой палитры смальт, которую художник Владислав Чинцов восстановил, по прототипам советских смальтоваренных заводов, ростовского и лисичанского.
С 2016 по 2022 год руководила бригадой мозаичистов на проекте убранства Храма Святого Саввы Сербского, под руководством академика Н. А. Мухина.

## Награды
- дипломы Российской Академии Художеств (2007, 2011, 2019)